# 주의력결핍 과잉행동장애
주의력결핍 과잉행동장애(注意力缺乏過剩行動障碍), 줄여서 ADHD(attention deficit hyperactivity disorder)는 주의력 결핍, 과잉 행동, 충동성 및 감정 조절 장애와 같은 증상을 특징으로 보이는 신경발달장애의 일종이다. 과도하고 광범위하며, 다양한 환경에서 발달적으로 부적절한 방식으로 개인의 일상생활에 영향을 미친다.
ADHD의 증상은 실행기능장애로 인해 발생하며, 핵심 증상으로 간주되는 것은 감정 조절 장애이다. 시간 관리, 억제력, 지속적인 주의 집중과 같은 자기 조절 능력의 결핍으로 인해 직업적 성과 저하, 대인 관계 문제, 다양한 건강 위험과 같은 문제를 초래할 수 있다. 이러한 문제로 인해 삶의 질이 저하될 뿐아니라, 평균 수명 역시 약 13년정도 단축된다. ADHD로 인한 사회적 비용은 전 세계적으로 매년 수천억 달러에 이른다. 또한 다른 신경발달 장애 및 정신 장애, 그리고 기타 비정신과 질환들과 연관될 수 있으며, 이는 추가적인 장애를 초래할 수 있다.
ADHD를 가진 사람들은 종종 지연된 보상을 수반하는 작업을 시작하고 지속하는 데 어려움을 겪지만, 흥미를 갖고 즉각적인 보상이 제공되는 상황에서는 이러한 어려움이 두드러지지 않을 수 있다. 이러한 상황에서 과집중(hyperfocus) 또는 집착적 반응(perseverative responding)이라는 상태가 나타날 수 있다. 이 상태는 쉽게 벗어나기 어렵고, 인터넷 중독이나 특정 범죄 행동과 같은 위험과 관련될 수 있다.
ADHD는 실행 기능 및 자기 조절 능력에 대한 지표에서 극단적으로 낮은 끝단에 해당하는 특성으로도 나타나기도 한다. 이는 쌍둥이 연구, 뇌 영상 연구, 분자 유전학 연구에 의해 뒷받침된다.
대부분의 ADHD 개별 사례에서는 정확한 원인이 알려져 있지 않다. 다만 쌍둥이 연구, 가족 연구, 분자 유전학 연구의 메타 분석 결과, ADHD는 주로 유전적 요인에 의해 발생하며, 유전 가능성은 약 70-80%로 추정된다. ADHD의 위험 요인은 누적적으로 작용하며, 환경적 위험 요인은 사회적 또는 가족적 요인과 무관하게도 작용하고, 특히 태아기 또는 생후 초기와 같이 매우 이른 시기에 영향을 미친다. 드물지만 ADHD는 외상성 뇌손상,  임신 중 생물학적 유해 물질 노출, 또는 주요 유전적 돌연변이로 인해서도 나타날 수 있다. 외상성 뇌 손상 이후 발생하는 경우를 제외하고, 생물학적으로 명확히 구분되는 성인 발병 ADHD는 존재하지 않는다.
1970년대까지 소아기에 발병해 청소년기까지만 지속되는 것으로 알려졌지만, 이후 연구에 의해 밝혀진 바 성인기까지 지속되는 경우도 많은 것으로 밝혀졌다. 또한 조기에 발견할수록 성인기까지의 증상 지속을 근본적으로 개선할 가능성을 높일 수 있는 것으로 보고된다. 또한 성인 ADHD는 우울장애, 불안장애 등 유사한 증상이 많아 오진이 잦은 다른 질환들과 세밀한 구분이 필요하다.

## 원인

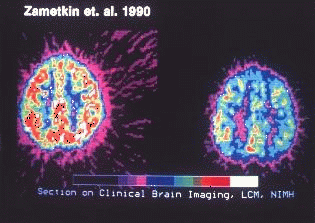
주의력결핍 과잉 행동 증후군이 없는 사람(왼쪽)의 뇌와 주의력결핍 과잉 행동 증후군이 있는 사람(오른쪽)의 뇌를 촬영한 사진

원인에 대해서는 정확히 밝혀지지 않았지만 유전적 요인과 기질적 요인, 임신기와 출생 시의 요인, 신경생물학적 요인, 심리적 요인 등이 거론된다. 이 원인들의 한 가지가 아닌 복합적인 요인이 작용하는 것으로 보인다. 이 질환의 유전적 경향은 확인되었지만 공격적인 행동은 사회경제적 상태, 가족요인과 관련되어 있는 것으로 추측되었다. 또한 환자의 부모에게서 과잉행동, 우울증, 알콜중독 및 의존이 나타나는 경우가 많아 이 질환의 유전적 경향이 확인되었다. 또한 부모의 출산과 관련되어 있는 경우도 있는데, 출산 중 혹은 출산 후에 산모의 건강이 좋지 않거나 어린 나이의 임신, 임신중독증, 난산일 때 태아에게 뇌손상이 나타나 질환의 원인이 될 수 있다.
신경해부학적으로는 전두엽의 이상, 신경생화학적으로는 중추신경계에서의 도파민, 노르에피네프린 등 신경전달물질의 이상을 원인이라고 추측한다. 신경생물학적으로는 전전두엽 피질, 시상, 도파민 중피질 돌기(dopaminergic mesocortical projection)의 기능에 이상이 원인이라고 알려져 있다. 또한 뇌염에 의한 신경계의 손상이나 납 중독, 알코올 중독 등도 원인이 될 수 있다는 의견이 있다. 또 편도가 정상인의 비해 지나치게 크다.

### 유전
쌍둥이 연구에 의하면, 장애는 부모로부터 유전되기도 하는데, 전체 어린이 사례 중 약 75%, 성인 35~75%가 유전자로 결정된다. 장애를 가진 아동의 형제들은 장애가 없는 아동의 형제들에 비해 장애를 가질 확률이 3~4배 높다.
발병은 도파민 기능과 관련되어 있으며, 장애는 도파민 기능 저하와 함께 나타난다. 일반적으로 많은 유전자들이 관련되어 있지만, 이들 중 대다수는 도파민 신경 전달에 직접 영향을 준다. 도파민 관련 유전자로는 도파민 수송체 DAT, 도파민 수용체인 DRD4와 DRD5, TAAR1, MAOA, COMT, DBH.이 있다. 다른 관련 유전자로는 세로토닌 수송체 SERT, HTR1B, SNAP25, GRIN2A, ADRA2A, TPH2, BDNF가 있다. latrophilin 3라는 유전자의 변형이 전체 사례 중 약 9%의 원인으로, 이 변형 유전자가 보이면 자극제(stimulant medication)에 특히 반응한다. 도파민 수용체 D4 7회 반복 변이(DRD4–7R)는 도파민이 유도하는 억제효과 증가를 유발하고, ADHD와 관련된다. DRD4 수용체는 아데닐 시클라아제(adenylyl cyclase)를 억제하는 G 단백질 연결 수용체(GPCR)이다. DRD4–7R 돌연변이는 폭넓은 행동 표현형을 일으키는데, 주의의 분열을 반영하는 ADHD 증상도 이에 포함된다. DRD4 유전자는 자극 추구와 ADHD 모두와 연관되어 있다. 다운 증후군 환자는 ADHD 장애를 가질 확률이 높다. GFOD1 유전자와 CHD13 유전자는 ADHD와 유전적 관련성이 높다. CHD13의 자폐 스펙트럼 장애(ASD), 조현병, 양극성장애, 우울증과의 연관성으로 인해, CHD13은 가망 높은 ADHD의 원인 유전자 후보이다. 현재까지 규명된 다른 후보로는 ADGRL3가 있다. 제브라피쉬에게, 이 유전자의 타격은 복측 간뇌 내 도파민 기능 상실을 일으키며, 제브라피쉬는 과행동/충동 표현형을 보인다.
진단 도구로 사용되는 유전적 변이에 있어서, 추가적인 타당화 연구(validating study)가 필요하다. 그러나 작은 연구들에 의하면, 카테콜아민 신경 전달이나 시냅스의 SNARE 단백질 복합체와 관련된 유전자들의 유전자 다형은 자극제에 대한 반응성 정도를 정확하게 예측할 수 있다. 희귀한 유전자 변형은 (ADHD 장애 발달 가능성인) 유전자 침투도(penetrance)가 더 높은 만큼 ADHD 관련 임상적 중요성 역시 높다. 그러나 단 하나의 유전자로는 ADHD를 예측할 수 없는 만큼, ADHD 진단을 위한 도구로서 유용성은 제한되어 있다. 자폐스펙트럼장애는 일반 유전자 변형과 희귀 유전자 변형 모두에게 있어 ADHD와 중첩되어 있다.

### 환경
유전자 외에, 환경 역시 ADHD 발병 요인으로 작용한다. 임신 중 알코올 섭취는 ADHD 장애 혹은 그와 유사한 증상을 보이는 태아 알코올 증후군을 일으킬 수 있다. 납, 폴리염화 바이페닐 등 독성물질에 노출된 아동들은 ADHD와 유사한 문제를 일으킨다. 유기인산 살충제 클로르피리포스(chlorpyrifos)와 다이알킬 포스페이트(dialkyl phosphate)에의 노출은 ADHD 발병 위험이 높다. 그러나 명확히 결론 내리지는 못하고 있다. 임신 중 흡연은 중추신경계 발달에 문제를 일으키고 ADHD 발병율을 높인다. 임신 중 니코틴 노출은 환경적 위험요인이 된다.
심각한 조산이나 저체중 출생, 혹은 방임, 학대, 사회적 박탈 역시 위험성을 높인다. 임신, 출산, 유년기 특정 감염 질환 역시 위험성을 높인다. 감염 질환으로는 특히 홍역, 수두대상포진바이러스, 뇌염, 풍진, 엔테로바이러스 71 등 다양한 바이러스에 의한 것들이다. 임신 중 아세트아미노펜장기 복용과 ADHD 발병 간의 연관성도 있다. 외상성 뇌손상 아동 중 30% 이상은 추후에 ADHD로 발전하고 사례 중 약 5%는 뇌손상에 의한 것이다.
일부 연구들은 일부 아동에게서 인조 식용색소나 방부제가 ADHD 혹은 유사 증상과 관련이 높다고 하나 증거는 미약하며, 음식 민감성 아동에게만 적용된다. 영국과 EU는 이러한 우려에 근거한 규제 조처를 마련하였다. 일부 아동에게서는 음식 과민성(food intolerance)이나 음식 알레르기가 증상을 악화할 수 있다.
정제 설탕 과잉 섭취, TV 과도 시청, 육아, 가난, 가정 분란이 ADHD 발병 원인이라는 흔한 믿음에 대하여 연구로 입증되지는 않지만, 일부 사람에게선 이런 문제들이 장애의 증상을 악화시킬 수 있다.

### 사회
한 학급에서 가장 나이 어린 아동들은 나이 많은 급우들보다 발달이 뒤처진 탓에 ADHD 진단을 받을 가능성이 더 높다. 이러한 효과는 여러 나라들에서도 보여 왔다. 이들은 또래에 비해 ADHD약을 먹을 가능성이 2배 정도 더 높다.
일부의 경우, ADHD 진단이 부적절한 것은 한 개인에게서 진성 ADHD가 발병하는 것보다는, 역기능가정이나 빈약한 교육 체계라는 요소들을 반영한다. 다른 경우, 일부 국가에서는 아이들에게 더 많은 경제적 지원과 교육적 지지를 제공하는 부모에게 필요한 방식으로서의 ADHD 진단에 개한 학술적 기대를 통해 ADHD를 설명한다. ADHD 행동 유형은 폭력과 정서적 학대를 당한 아이들에게 더 흔히 나타난다.
ADHD의 사회구조 이론은 정상과 비정상 행동 간의 경계는 사회가 구축하기에(즉 사회 전 구성원이 공동으로 만들고 타당성을 평가하며, 특히 의사, 부모, 교사 등이 만들기에), 주관적 가치평가와 판단이 어떤 진단 기준을 사용할 지 정하기에 많은 사람들이 영향을 받게 된다. 이런 차이는 DSM-IV 기준으로는 ICD-10 기준에 비하여 3~4배 높은 비율로 ADHD를 진단한다는 것을 의미한다. 토마스 사스는 이론을 지지하면서, ADHD는 '발명되었고 이름이 주어졌다'고 했다.

## 증상
3세 이전에 발병하지만 정규교육을 받기 전에는 알기 어렵고, 그저 산만한 편이라고 치부해 버리고 넘어가는 경우가 많다. 청소년기가 되어야 증세가 호전을 보이지만 성인이 되어서도 증세가 유지되는 경우가 많다. 우울증과 품행장애, 학습장애, 언어장애 등과 함께 나타나기 쉽다. 집중력이 매우 떨어지며 충동적으로 행동하는 것이 증상의 특징이다. 감정의 변화가 크고 기억력의 저하 증세가 보인다. 소근육 운동 능력이 떨어지며 학습능력저하가 나타나 학습장애가 생긴다. 학습능력 뿐만 아니라 언어능력 역시 현저하게 떨어지는 경우가 많다. 유아기 때는 예민하고 환경변화나 자극에 약하며 잠들기가 어렵고 많이 우는 등의 행동을 보인다.
정규교육을 받기 시작한 후부터는 가족이 아닌 타인과의 접촉이 불가피하기 때문에 증세가 확연하게 나타난다. 행동의 예측이 어렵고, 감정 조절 능력이 약하다. 또한 자극에도 민감하기 반응하기 때문에 참견을 잘하고 집중력이 부족해 수업 시간에 집중하거나 얌전히 앉아있지 못한다. 이 장애를 가진 아동의 75%가 지속적으로 적대감, 분노, 공격성, 반항 등의 행동상의 문제를 가지고 있고, 이 때문에 학교적응에 실패하는 경우가 많다. 교사가 이러한 아동의 태도에 대해 부정적으로 여기고 전달하면 반사회적 행동과 자기 비하 및 낮은 자존감을 보이게 되어 문제는 더욱 악화될 수 있다.
이 장애는 뇌의 구조적 영향 및 생득적으로 문제가 있는 이들에게 많이 나타나는 경향이 있다. 구조적으로 주의 집중을 하기 어려운 경우가 많기 때문에 ADHD인 아동은 학습에 문제를 보이고, 특히 주의력을 요하는 과제, 예를 들어 산수에서 수행능력의 저하를 보인다. 이와 같이 오랜 시간 집중하는 것에 어려움을 보이는 아동은 예를 들어 같은 수학 과제 내에서 문제를 보일 수 있다. 더 고 난이도의 문제인 확률과 통계의 개념과 관련된 문제는 잘 풀 수 있더라도, 난이도는 더 낮은 수준이지만 순간 집중력을 필요로 하는 산수 문제나 통합적 집중력을 요하는 긴 문장 문제에는 어려움을 보일 수 있다. 또, 한 곳에 오래 가만히 앉아 있지 못해 수업시간에 문제행동을 보이고, 다른 아동을 방해하는 것으로 관찰되는 경우가 많다. 그러나 ADHD인 아동이라고 해서 항상 주의를 못하는 것은 아니다. 자신이 관심을 보이는 과제에 대해서는 고도의 집중력을 보이기도 한다.
ADHD 아동의 증상은 영아기 때부터 확인을 할 수 있는데 젖을 잘 빨지 못하거나, 먹는 동안 칭얼거리고 소량씩 여러 번 나누어서 먹여야 하고, 잠을 아주 적게 자거나 자더라도 자주 깨며, 떼를 많이 쓰고 투정을 부리고 안절부절 못하거나, 과도하게 손가락을 빨거나 머리를 박고 몸을 앞뒤로 흔드는 행동을 하는 경우 ADHD의 전조를 의심해 볼 수 있다.
부주의, 과잉행동(성인의 경우 침착치 못함), 파괴적 행동, 충동성은 ADHD 환자에게서 흔하다. 그러나 부주의나 과잉행동, 충동성의 정상치가 어디까지니고 개입이 필요한 정도가 어디서부터인지 한계를 명확히 하기 어렵기에, 증상은 정의하기 어렵다.
정신질환 진단 및 통계 편람의 제5판인 DSM-5에 의하면, 증상은 6개월 이상 나타나며, 다른 동년배들에 비해 심한 정도여야 한다. 17세 이하의 경우, 부주의 혹은 과잉행동/충동성 부분에서 최소 6개 이상의 증상이 나타나며, 17세 이상의 경우, 5개 이상이어야 한다. 증상은 사회, 학업, 직장, 가정 등의 환경 중 두 개 이상에서 기능을 방해하거나 감소시켜야 한다. 또한 일부 중상은 12세 이전에 나타나야 한다.

### 하위유형
ADHD는 주의력결핍 과잉행동 장애 주의력 결핍형(predominantly inattentive, ADHD-PI 혹은 ADHD-I), 과잉행동-충동형(predominantly hyperactive-impulsive, ADHD-PH 혹은 ADHD-HI), 혼합형(combined type, ADHD-C)으로 나뉜다.
아래 DSM-5 증상 표에서는 ADHD-I와 ADHD-HI의 증상이 적혀 있다. 다른 정신적 혹은 의학적 증상으로 설명될 수 있는 증상은 ADHD 증상으로 간주되지 않는다.
| 발현            | 증상 |
| --------------- | --- |
| 부주의          | 다음 증상 중 아동에게는 6개 이상, 성인에게는 5개 이상 나타남, 다른 정신적 혹은 의학적 증상으로 설명되는 경우는 제외함: - 상세한 것을 자주 놓치거나 부주의한 실수를 빈번히 저지름 - 하나의 과제에 집중하거나 어떤 활동을 계속하는 것에 자주 어려움을 느낌 - 분명한 방해거리가 없는 경우에도 남의 말에 경청하지 못함 - 지시 사항을 끝내지 못하거나 과제를 완수하지 못하는 일이 잦음 - 과제나 활동의 조직, 마감기한 준수, 물건 정리를 힘들어함 - 지속적인 주의를 필요로 하는 과제를 수행하기 어려움 - 물건을 자주 잃어버림, 과제에 필요한 물건도 포함 - 관련 없는 일에 주의가 분산되기 쉬움, 성인과 10대의 경우 여러 생각들로 인해 집중력을 잃기도 함 - 일상 활동을 쉽게 잊어버리거나, 완수할 경우 잊어버리기 쉬움 |
| 과잉행동-충동성 | 다음 증상 중 아동에게는 6개 이상, 성인에게는 5개 이상 나타남, 다른 정신적 혹은 의학적 증상으로 설명되는 경우는 제외함: - 자리에 앉으면 잠시도 가만히 있질 못하고 몸을 비틈 - 저녁식사, 숙제, 업무 중에 자리에 앉는 것에 있어 어려움을 느낌 - 상황에 맞지 않게 돌아다니는 경우가 잦음, 성인이나 10대의 경우엔 차분하지 못함(restlessness)으로 나타남. - 여가 활동이나 놀이에 조용히 참여할 수 없음 - 계속 움직이려 하거나 움직임이 없을 땐 불편함을 느끼는 것이 잦음 - 말이 너무 많음 - 질문이 끝나기 전에 답하거나 남의 말을 멋대로 끝냄 - 줄 서기 등 자기 순번을 기다리기 힘들어 함 - 타인의 대화나 활동에 방해나 침입이 잦거나, 묻지도 않고 남의 물건을 사용함                                                |
| 혼합            | 부주의형 및 과잉행동-충동형을 모두 충족하는 형태 |

청소년 및 성인 여성 환자는 과잉행동과 충동성 증상이 적지만 부주의와 주의산만(distractibility) 증상이 더 많다. 10대 및 성인 환자에게서 과잉행동 증상은 나이가 들면서 사라지고 내면의 차분하지 못한 증상으로 자리잡는다. 공식 증상으로는 올라 있지 않지만, 감정 조절 불능(emotional dysregulation)은 일반 ADHD 증상으로 인식된다. 이런 증상이 ADHD 타이틀을 달기 전, 감정 조절 불능은 하나의 증상으로 등재되었다.
연령을 막론하고 환자들은 사회적 상호작용이나 우정 형성 및 유지 등 사회적 기술에 문제가 있을 가능성이 높다. 이는 모든 증상 발현에 있어 동일하게 나타난다. 아동 및 청소년 ADHD 환자 절반은 사회적 거절(social rejection)을 겪지만, 장애가 없는 또래들은 10~15%만이 이를 경험한다. 주의력 결핍이 있는 사람들은 언어적 비언어적 언어 처리 과정에 어려움이 있을 가능성이 크다. 이는 사회적 상호작용에도 악영향을 준다. 또한 이들은 대화하는 동안 주제를 벗어나거나 사회적 단서(social cue)를 놓치거나 사회적 기술 학습에 문제가 있다.
분노 대처의 어려움은 아동 환자에게서 흔히 나타나고, 글씨가 악필이며 말, 언어, 동작 발달이 더디다. 이는 중대한 문제를 일으키지만, 아동 환자들은 자신이 흥미 있어하는 과제나 주제에 대해 다른 아동들과 비슷한 혹은 그 이상의 집중도를 갖는다.

### 동반증상
아동 ADHD는 전체 시간의 2/3 정도는 다른 장애와 함께 발생한다.
다른 신경발달 문제들이 일반적으로 나타나는 동반질환이다. 자폐 스펙트럼 장애(ASD)는 사회적 시술, 대화 능력, 행동, 흥미에 영향을 준다. 2013년까지, DSM-5는 자폐 스펙트럼 장애와 ADHD 모두 진단받게 하였다. 학습 장애는 ADHD 아동의 약 20–30% 정도에게서 발현한다. 학습 장애는 화술 및 언어 발달 장애, 기술적 차원의 학업 장애를 포함한다. 그러나 ADHD는 학습장애는 아니지만, 높은 빈도로 학업 문제를 일으킨다. 지적 장애와 뚜렛 증후군 역시 흔히 나타난다.
ADHD는 파괴적 장애, 충동 조절 장애, 품행 장애를 동반한다. 반항장애는 ADHD 부주의형(ADHD-I) 발현 아동 중 약 25%에게서 나타나며, ADHD 혼합형(ADHD-C) 발현 아동 50%에게서 나타난다. 반항 장애는 나이에 걸맞지 않은 분노의 정서나 짜증나는 기분, 논쟁적 행동 혹은 반항적 행동, 보복심을 특성으로 한다. 품행 장애는 청소년 ADHD 환자 중 약 25%에게서 나타난다. 행동 장애는 공격성, 재물 손괴, 거짓말, 절도, 규율 위반을 특성으로 한다. 품행 장애와 ADHD를 모두 가지고 있는 청소년 환자들은 성년기에 반사회적 성격장애를 보일 가능성이 높다. 뇌영상검사를 통해 품행 장애와 ADHD는 별개의 증상이라는 것이 밝혀졌아. 품행장애는 측두엽과 변연계 크기 축소, 안와전두피질 크기 증가를 보인다. 반면 ADHD는 소뇌와 전전두엽피질의 연결을 보다 크게 감소시킨다. 품행장애는 ADHD보다 동기 억제에 지장을 주는 것이 더 크다. 간헐적 폭발성 장애는 돌발적이고 부적절한 분노 분출을 특성으로 하며, 보통 ADHD와 동반하여 발현한다.
불안 장애 및 기분 장애는 자주 나타나는 동반증상이다. 불안 장애는 ADHD 환자에게서 더 흔히 나타난다고 밝혀졌다. 기분 장애 역시 ADHD 환자에게서 더 흔히 나타나며, 특히 양극성 장애와 주요 우울 장애가 자주 나타난다. 청소년 남자 ADHD 혼합형(ADHD-C) 환자들은 기분장애를 가질 가능성이 더 높다. 성인 및 아동 ADHD 환자들은 양극성 장애를 보이기도 하기에, ADHD와 양극성 장애에 대한 정확한 진단과 치료가 이뤄지도록 주의해야 한다.
수면 장애와 ADHD는 보통 동반하여 나타난다. 두 증상 모두 ADHD 치료약 부작용으로 나타날 수 있다. 아동 ADHD 환자에게서 불면증은 가장 흔한 수면 장애인데, 행동치료가 가장 선호되는 치료법이다. 수면 문제는 ADHD 환자에게서 흔하지만, 가끔 숙면을 취할 수 있는 환자들도 있는데, 단 이들은 아침에 일어나는 것을 매우 어려워 한다. 특히 수면장애인 하지불안 증후군은 ADHD 환자에게서 흔하며, 종종 철분결핍성 빈혈 때문에 나타나기도 한다. 그러나, 하지불안증은 단순히 ADHD의 일부일 수 있어, 이 두 증상 간의 세심한 구분이 필요하다. 또한 ADHD 환자는 야뇨증 발병율이 높다. 수면상후퇴증후군(delayed sleep phase disorder) 역시 흔한 동반증상이다.
이외에도, 약물사용장애와 같은 정신 질환도 동반된다. ADHD 환자들은 약물 남용 가능성이 높다. 알코올이나 대마초 사용이 가장 흔하다. 원인은 혼자들의 두뇌 속 대리보상경로때문이다. 이는 ADHD 진단과 치료를 어렵게 한다. 따라서 심각한 약물 오용 문제가 야기되기도 한다. 다른 정신 질환으로는 반응성 애착 장애가 있는데, 이는 사회적 관계 형성에 있어서의 심각한 불능, 그리고 또다른 주의력 장애를 구성할 가능성이 있는 증상 무리인 인지속도부진(sluggish cognitive tempo)을 특성으로 한다. 반응성 애착 장애는 하위유형 여부에 상관없이 ADHD 환자 30–50%에게서 발생한다.
일부 비정신질환도 동반하기도 한다. 반복 발작을 특성으로 하는 뇌전증이 있다. 또한, Further, 2016년 발표된 한 체계 리뷰(systematic review)에서는 ADHD와 비만, 천식, 수면장애와의 높은 연관성, 소장질환과 편두통과의 잠정적 연관성이 있음을 밝혔다. 반면 또다른 2016 체계 리뷰는 소장질환과 ADHD와의 관계를 명확히 입증하지 않았으며, ADHD 환자에 대한 소장장애 감별용 정기적 선별검사(routine screening)를 권장하지 않는다고 밝혔다.

### 자살률
2017년과 2020년 수행된 체계리뷰들에서는 모든 연령대에서 ADHD 환자들은 자살률이 높다는 것을 입증하였을 뿐만 아니라, 아동이나 청소년 시기 ADHD 진단은 향후 자살 위험요인이 될 수 있다는 것을 입증하였다. 잠재적 원인으로는 ADHD와 기능 지장 간의 가능성, 사회성이나 교육 혹은 직업에 있어서의 부정적인 성과, 재정난 등이 있다. 2019년 한 메타분석에서는 자살 시도, 자살 관념, 자살 계획, 자살 수행 등 일련의 스펙트럼 행동들과 ADHD 간의 유의미한 연관성을 지적하였다. 수행된 연구들을 통틀어, ADHD 환자 중 자살 시도율은 18.9%인 반면, ADHD가 없는 사람들에게서 나타난 자살 시도율은 9.3%였다. 이러한 발견들은 다른 변수들을 넣은 여러 연구들에서 상당히 인용되었다. 그러나 여러 개별 연구들에서 혼재되어 있는 발견들과 동반 정신 질환들의 영향 때문에 ADHD와 자살 스펙트럼 행동 간의 관계는 불분명하다. ADHD와 자살율 간의 직접적인 관계가 있는지, 아니면 ADHD 동반 증상으로 자살율이 높은건지에 대한 분명한 데이터는 없다.

### 지능지수 검사
일부 연구에서는 ADHD 환자가 지능지수(IQ)가 낮다고 하였다. 그러나 ADHD 환자, 지능이 아닌 주의산만이 낮은 지능지수에 주는 영향을 결정하는데 있어서의 어려움이 있는 사람과 ADHD가 있는 사람을 구분하는 것 때문에, 이는 논쟁점으로 남아 있다. ADHD 연구에 있어, 많은 연구들은 표준 지능 측정에 있어 ADHD 환자들이 평균 9포인트가 낮은데도 불구하고 지능지수가 낮은 사람들을 뺐기 때문에, 지능지수가 높다는 것은 과도하게 평가되었다. 지능이 높은 사람들에게 ADHD 오진율이 높은데, 이는 이들에게 있어 보상적 전략일 수 있기 때문이다.
성인 대상 연구에서는 지능에서의 부정적인 차이는 무의미하고, 연관된 건강 문제가 이를 설명한다고 주장한다.

## 진단기준
정신질환 진단 및 통계 편람에서의 주의력 결핍 과잉행동 장애 진단기준은 다음과 같다.
A.(1) 또는 (2) 가운데 1가지 :
(1) 부주의에 관한 다음 증상 가운데 6가지 이상 증상이 6개월 동안 부적응적이고 발달 수준에 맞지 않는 정도로 지속된다 (A Type) :
- 부주의
  - 흔히 세부적인 면에서 면밀한 주의를 기울이지 못하거나, 학업, 작업, 또는 다른 활동에서 부주의한 실수를 저지른다.
  - 흔히 일을 하거나 놀이를 할 때, 지속적으로 주의를 집중할 수 없다.
  - 흔히 다른 사람이 직접 말을 할 때 경청하지 않는 것으로 보인다.
  - 흔히 지시를 완수하지 못하고, 학업, 잡일, 작업장에서의 임무를 수행하지 못한다(반항적 행동이나 지시를 이해하지 못해서가 아님).
  - 흔히 과업과 활동을 체계화하지 못한다.
  - 흔히 지속적인 정신적인 노력을 요구하는 작업(학업 또는 숙제 같은)에 참여하기를 피하고, 싫어하고, 저항한다.
  - 흔히 활동하거나 숙제하는데 필요한 물건 들(예: 장난감, 학습 과제, 연필, 책, 또는 도구)을 잃어버린다.
  - 흔히 외부의 자극에 의해 쉽게 산만해진다.
  - 흔히 일상적인 활동을 잊어버린다.

(2) 과잉행동(B Type) - 충동에 관한 다음 증상 가운데 6가지 이상 증상이 6개월 동안 부적응적이고 발달 수준에 맞지 않는 정도로 지속된다:
- 과잉 행동
  - 흔히 손발을 가만히 두지 못하거나 의자에 앉아서도 다리를 안절부절 못한다.
  - 흔히 앉아 있도록 요구되는 교실이나 다른 상황에서 자리를 떠난다.
  - 흔히 부적절한 상황에서 지나치게 뛰어다니거나 기어오른다(청소년 또는 성인에서는 주관적인 좌불안석으로 제한될 수 있다).
  - 흔히 조용히 여가 활동에 참여하거나 놀지 못한다.
  - 흔히 끊임없이 활동하거나 마치 자동차(무엇인가)에 쫓기는 것처럼 행동한다.
  - 흔히 지나치게 수다스럽게 말을 한다.

- 충동성 (또는 인내력 부족)
  - 흔히 질문이 채 끝나기 전에 성급하게 대답한다.
  - 흔히 차례를 기다리지 못한다.
  - 흔히 다른 사람의 활동을 방해하고 간섭한다(예: 대화나 게임에 참견한다).

B. 장애를 일으키는 과잉행동-충동 또는 부주의 증상이 7세 이전에 있었다.
C. 증상으로 인한 장애가 2가지 또는 그 이상의 장면에서 존재한다(예: 학교[또는 작업장], 가정에서).
D. 사회적, 학업적, 직업적 기능에 임상적으로 심각한 장애가 초래된다.
E. 증상이 광범위성 발달장애, 조현증, 또는 기타 정신증적 장애의 경과 중에만 발생하지 않으며, 다른 정신장애(예: 기분장애, 불안장애, 해리성 장애, 또는 인격장애)에 의해 잘 설명되지 않는다.
<아형>
- 복합형: 지난 6개월 동안 진단 기준 A1과 A2 모두를 충족시킨다.
- 주의력 결핍 우세형(주의력 결핍 장애): 지난 6개월 동안 진단 기준 A1은 충족시키지만 A2는 충족시키지 않는다.
- 과잉행동-충동 우세형: 지난 6개월 동안 진단 기준 A2는 충족시키지만 A1은 충족시키지 않는다.

### DSM
여타 정신 질환처럼, 공식 진단은 전문가가 진단 기준에 따라 내려야 한다. 미국의 경우, 이러한 기준은 미국정신의학협회(American Psychiatric Association, APA)가 정신질환 진단 및 통계 편람(Diagnostic and Statistical Manual of Mental Disorders, DSM)에 제정하였다. 2013년 공표한 DSM-5 기준에 의하면, ADHD는 다음 세 가지 발현형이 있다.
1. ADHD 부주의형(ADHD, predominantly inattentive type) : 쉽게 주의산만해지거나(easily distracted), 잘 잊거나(forgetful), 백일몽에 빠지거나(daydreaming), 무체계적이거나(disorganization), 집중력이 빈약하거나(poor concentration), 과제 완수에 어려움이 있는(difficulty completing tasks) 증상이 나타남[2]
2. ADHD 과잉행동-충동형(ADHD, predominantly hyperactive-impulsive type) : 과도하게 몸을 뒤틀거나 차분하지 못함(excessive fidgeting and restlessness), 과잉행동(hyperactivity), 기다리거나 앉아있질 못하는(difficulty waiting and remaining seated) 증상이 나타남[2]
3. ADHD 혼합형(ADHD, combined type) : 위의 두 증상이 혼합되어 발현됨[2]

이러한 하위유형은 부주의형, 과잉행동-충동형, 혹은 두 유형 중 9개의 장기 증상(6개월 이상 지속) 중 6개 이상의 발현에 근거한 것이다. 일부 증상은 6~12세 사이에 발생하며, 가정, 학교, 직장 등의 환경 가운데 1개 이상 환경에서 발생한다. 증상은 동년배 아동에게 있어 부적절한 것이어야 하며 이러한 증상들이 사회, 학업, 직장 관련 문제를 일으키고 있다는 것은 명백히 입증되고 있다.
DSM-5는 ADHD 증상을 보이지만 요구 조건을 완벽히 충족하지 못하는 사람에 대한 진단도 두 가지를 제공하고 있다. '기타 특정 ADHD(Other Specified ADHD)' 항목을 통해 전문가들은 진단 기준 미충족의 원인을 파악할 수 있다. 반면 '기타 비특정 ADHD(Other Unspecified ADHD)' 항목은 전문가들이 그 원인을 파악하지 않도록 하는 것에 사용한다.

### ICD
세계보건기구(WHO)가 제정한 국제질병분류 제10판인 ICD-10에 의하면, '과잉운동성 장애(hyperkinetic disorder)'는 DSM-5에 정의된 ADHD와 유사하다. ICD-10이 정의한 품행 장애가 발현하면, '과잉운동성 품행 장애(hyperkinetic conduct disorder)'로 진단된다. 그렇지 않으면, 장애는 '활동 및 주의력 혼란(disturbance of activity and attention)', '기타 과잉운동성 장애(other hyperkinetic disorders)', '과잉운동성 장애 불특정형(hyperkinetic disorders, unspecified)'으로 분류된다. 후자는 '과잉운동성 증후군(hyperkinetic syndrome)'이라고도 한다.
보충판인 ICD-11에서, 장애는 6A05 '주의력결핍과잉행동장애(Attention deficit hyperactivity disorder)'로 분류되었고, 과잉운동성 장애는 사라졌다. 하위유형은 DSM-5와 비슷하게 '부주의형 발현(predominantly inattentive presentation)' (6A05.0), '과잉행동-충동성 발현(predominantly hyperactive-impulsive presentation)'(6A05.1), '혼합 발현(combined presentation)' (6A05.2)으로 나뉜다. 그러나 ICD-11은 하위유형에 완벽히 맞지 않는 사람들을 위한 기타 범주가 있다. '기타 특정 발현(other specified presentation)' (6A05.Y)은 임상전문가가 발현에 대한 상세 사항을 제시한다. '불특정 발현(presentation unspecified)' (6A05.Z)은 임상전문가가 상세 사항을 제공하지 않는 것이다.

## 발생 비율
미국 소아과학회(American Academy of Pediatrics)의 통계에서는 평균 3~8%의 비율로 주의력결핍 과다행동장애가 있다고 알려져 있으며, 1994년에 대한민국 서울 및 대전 지역에서의 역학조사에서도 7.6%의 발생 비율로 나타났다.
2007년 4월 대한민국 서울특별시 교육청 산하 학교보건진흥원이 펴낸 ‘학교보건연보'의 통계에서는 학생들의 전체 정신장애 진단중 주의력결핍 과다행동장애로 진단된 학생의 비율이 전체 2,672건 중 354건(13.25%)로 집계되었다. 남학생의 정신장애 중 가장 많은 비중(18.61%)을 차지하였으며, 고등학생의 정신장애 중에서도 가장 많은 비중(9.52%)을 차지하였다.
미국에서 ADHD는 DSM-4의 진단기준에 근거하면 6-7%의 아동 청소년에게 영향을 끼치는 것으로 추정되나 ICD-10의 엄격한 진단기준을 적용할 시 그 비율은 1-2%로 낮아진다.  ADHD는 다른 발달장애 질환들과 비슷하게 여아보다 남아에게서 약 3배 많이 나타난다. 그러나 미국, 영국 등 일부 국가를 제외한 많은 국가에서 ADHD의 진단율은 이보다 크게 낮으며 미국 내에서도 인종 등 사회적 집단에 따라 진단율이 다르게 나타나 그 유효성에 많은 논란이 뒤따르고 있다.

## 치료
ADHD는 상담치료나 약물치료가 이뤄지거나 두 개가 병행된다. 치료는 장기간 효과를 보이나 완치하는 데 어렵다. 약물치료나 심리적 치료, 규칙적인 보조가 지속적으로 이루어진다면 사회적으로 적응하는 데는 무리가 없으나, 충동성이나 감정의 동요가 심한 경우, 정신 장애를 동반한 경우, 인식능력 저하, 약물남용, 감정 조절 능력 저하, 재발된 경우에는 더 어렵다. 이 질환의 치료는 반드시 가족과 학교와의 협력체계가 매우 중요하며 학습태도, 가족과 교우관계, 생활태도나 감정 등을 관찰하고 행동적으로 보조가 반드시 필요하다. 치료는 약물치료와 정신사회학적 치료, 보조치료, 대체요법 등으로 이루어진다. 약물치료에 이용되는 약물로는 1차 선택 약물인 중추신경 자극제, 삼환계 항우울제, α-2 아드레날린성 수용체 작용제, 비습관성 CNS(중추 신경계) 용제인 아토목세틴등이 있다. 장기 보상에 집중하는데 문제가 있는 사람들에게는, 상당량의 긍정적 강화가 과제 수행을 향상시킨다. ADHD 각성제는 아동 ADHD 환자의 끈기와 과제 수행 능력을 향상시킨다.

### 행동치료
ADHD에 행동치료가 효과가 있다고 밝혀졌다. 가벼운 증상이 있는 환자나 미취학 아동 환자에게는 1차 치료로 행동치료를 권장한다. 심리치료로는 다음과 같은 것이 있다.
심리교육 인풋, 행동치료, 인지행동치료(CBT), 대인관계 심리치료, 가족치료, 학교 기반 개입, 사회 스킬 훈련, 행동 또래 개입, 조직 훈련, 부모 관리 훈련. 신경 피드백도 사용되어 왔지만, 효과 유무는 불분명하다. 부모 훈련은 반항 행동이나 탈선 행동 등의 행동 문제를 개선한다.
가족치료의 효과성에 관한 심도 있는 연구는 거의 없지만, 치료가 지역사회보호(community care)와 유사하며 위약보다 효과가 있다고 기존 연구를 통해 밝혀졌다. ADHD 지원 단체들은 가족들에게 정보를 제공하여 ADHD 대처에 도움을 주고 있다.
사회성 기술 훈련, 행동 수정, 약물치료는 또래 관계 향상에 있어 효과가 제한적이다. 주요 우울증, 범법행위, 학업 실패, 약물 사용 장애 등 향후에 발생할 심리적 문제들을 경감시키는데 있어 가장 중요한 요소는 바로 정상적인 또래들과의 우정을 형성하는 것이다.

### 약물치료
기존 ADHD 치료제인 메틸페니데이트는 주의집중을 관장하는 뇌 신경전달 물질인 도파민과 노르에피네프린을 활성화하고, 대뇌 각성효과를 나타내며, 1회 복용 시 최대 4~12시간까지 약효를 보인다. ADHD를 앓고 있는 아이는 약효가 지속되는 시간 동안 주의력이나 집중력이 높아져 일반 아이들과 같이 학업이나 공동생활이 자유롭다. 하지만 약효가 발현되지 않는 시간에는 아이들의 관리가 어렵기 때문에 보호자들이 아이들의 약물복용에 많은 부분 신경을 써야하는 번거로움이 있었지만, 삼투압 현상을 이용해 약물 흡수 속도를 조절하는 기술(Osmotic Release Oral Delivery System)과 약물이 서서히 흡수되는 젤메트릭스를 응용하여, 하루 한번 복용하는 장용성 서방형 제제로 복약 순응도를 높인 '콘서타 OROS(한국얀센)'와 '메디키넷(명인제약)', 벨기에 UCB사가 개발한 '메타데이트(환인제약)'의 경우, 속방형 메틸페니데이트와, 서방형 메틸페니데이트 층과 삼투압으로 활성화되는 한 개의 장용성 코팅으로 이뤄진다. 레이저로 알약에 미세 구멍을 뚫어놨다. 이 구멍으로 물이 들어오면 안에 있던 삼투압 층이 활성화되며, 서방형과 장용성 등 두 층의 약물 성분을 지속적으로 서서히 방출되고, 장에서 용출되어, 약효가 12시간 동안 지속되는 장점이 있다.
아울러, 미국 일라이 릴리 앤드 컴퍼니가 개발한 아토목세틴 성분의 비향정 ADHD 치료제 '스트라테라'는 약효가 24시간 지속돼, 1일 1회 약을 복용하면 아침부터 잠들 때까지, 즉 하루 종일 정상적인 생활을 가능케 해 준다.
또한, 아토목세틴은 주의력을 관장하고 충동 등을 통제하는 뇌 속의 신경전달 물질인 노르에피네프린의 재흡수를 선택적으로 억제하여, 기존 ADHD 치료제의 문제로 지적되온 신경 과민 및 흥분 등 감정 기복 증세 및 오남용의 우려가 거의 없으므로, 도파민 농도에 영향을 주지 않아 기존의 메틸페니데이트를 복용시 악화될 수 있는 식욕 부진, 자신의지와 무관하게 신체 일부분을 빠르게 움직이거나 소리를 내는 틱이나 뚜렛장애, 심각한 불안 초조와 같은 동반 증상을 수반하는 환자들에게도 사용할 수 있어, 습관성 약제인 메틸페니데이트 등 여타 약제들과 차별성을 보이고 있다.
여기에 기존의 ADHD 치료제에 비해 환자의 성장, 즉 키와 몸무게에 미치는 영향이 적은 것도, 성장기 소아 및 청소년의 ADHD 환자들에게 적합한 1차 약제로, 명인제약의 '아토목신' 등 동일 성분의 제네릭 의약품이 출시되어 국민 건강 보험 요양 급여 대상이 기존 6~18세에서 18세 이상의 성인까지 확대되었다.
약물치료의 한계를 극복하기 위해 체계적인 프로그램으로 정신사회학적 치료가 이루어지는데 이것은 부모와 교사, 친구들과 함께 가정과 교실 등의 접할 수 있는 다양한 환경에서 실시한다. 바람직하지 않는 행동의 환경적 요인을 제거하고 행동요법을 통해 적절한 행동상태로의 발달을 돕는다. 또한 학습능력 적응훈련과 사회적적응기술 훈련도 함께 이루어진다.
주의력결핍 과잉행동장애는 약물치료가 효과적이다. 80% 정도가 분명한 호전을 보이는데, 집중력, 기억력, 및 학습능력이 전반적으로 좋아진다. 또 수행능력과 더불어 주의 산만함, 과잉 활동과 충동성은 감소되고, 부모님과 선생님에게도 잘 따르고 긍정적인 태도를 보이게 되어 어느 정도 행동 문제의 완화효과를 볼 수 있다. 그러나 약물로 문제증상을 치료하는데 효과가 있어 도움이 되지만, 피곤이나 무기력함 등 약물의 역반응이 올 수 있기 때문에 약물을 섭취하기 전 전문가와의 상담이 반드시 필요하다. 이와 더불어 부모 또한 아동에 대한 정확한 정보를 얻고 아이를 도와주실 수 있게 하는 부모 교육을 받는 것이 필요하고, 주의력결핍 과다행동장애는 사회적 상호작용의 능력 부족이나, 타인의 마음을 읽지 못하는 등 다른 심리적 문제와도 수반되기 때문에 아동의 충동성을 감소시키고 자기조절 능력을 향상시키는 인지행동 치료, 기초적인 학습능력 향상을 위한 학습치료, 놀이치료, 사회성 그룹치료 등 다양한 치료가 아이의 필요에 맞게 병행되는 것이 좋다.
또한 언어와 대화요법, 직업적 적응훈련, 레크레이션 치료 등의 보조치료와 식이요법, 납 제거, 생약치료, 침술 등의 대체요법도 있으나, 완치는 어렵다.

### 기타
꾸준한 신체 운동, 특히 에어로빅은 아동 및 성인 ADHD에 효과가 있는 보조치료이다. 특히 각성제 약물치료와 결합할 때 효과가 있다. 그러나 증상 개선에 있어 에어로빅의 강도나 유형에 있어 최적 정도는 알려져 있지 않다. 특히 꾸준한 에어로빅의 장기적 효과로는 행동 능력과 운동 능력 개선, 집행 기능 향상 (주의력, 억제 조절, 계획 수립, 기타 인지 분야), 정보 처리 속도 향상, 기억력 향상 등이 있다. 꾸준한 에어로빅에 호응한 행동 및 사회정서적 결과에 대한 부모-교사 평가로는 다음과 같은 것이 있다.
전반적 기능 향상, ADHD 증상 경감, 자존감 향상, 불안 및 우울 경감, 신체증상 호소 경감, 학업 및 학급 활동 향상, 사회적 행동 향상. 자극제를 투약하면서 운동하면 집행 기능의 자극제 효과를 증가시킨다. 운동의 단기적 효과는 뇌내 시냅스 도파민과 노르에피네프린 증강을 통해 전달된다고 본다.
식이 수정은 입증이 충준히 이뤄지지 않았가에, 2019년까지 미국소아과학회, 영국 국립보건임상연구원(NICE), 보건연구품질국에서는 추천하지 않는다. 2013년 한 메타분석에서는 아동환자 1/3 정도가 무지방산 보충제 섭취 혹은 인공색소 섭취 경감을 통해 증상 개선을 보인다고 보고하였다. 이러한 이익은 음식 민감도나 약물 치료를 동시에 진행하는 아동에게만 해당한다. 이 리뷰는 치료를 위해 식단에서 기타 다른 음식을 빼는 것은 증명되지 않았다고 밝혔다. 2018년 한 리뷰에 의하면, 오메가-3 지방산 보충제과 오메가-6 지방산 보충제는 ADHD를 개선하는데 도움되지 않는다. 2014년 한 리뷰는 제외식이(elimination diet)가 알러지가 있는 경우 등 소수 아동에게만 효과를 보인다고 밝혔다. 2016년 한 리뷰는 무글루텐 식단을 표준 치료법으로서 권장하지 않는다고 주장하였다. 2017년 한 리뷰에서는 일부음식 제외식이가 투약하기엔 너무 어리거나 약효가 없는 아동에게는 도움 되지만, 무지방산 보충제 복용이나 인공색소 섭취 제한 조치는 표준 치료로 권장하지 않는다고 밝혔다. 철, 마그네슘, 아이오딘(요오드)의 만성적 결핍은 증상에 악영향을 준다. 아연 부족이 ADHD와 관련되어 있다는 것은 다소 입증되어 있다. 개도국 이외의 국가에서는 흔치 않는 질병인 아연 결핍이 겉으로 보이지 않는데도 불구하고, 치료를 위해 아연 보충제를 치료로 섭취하는 것은 권장하지 않는다. 그러나 암페타민을 치료제로 사용할 경우, 아연 보충제는 암페타민 최소 유효량을 줄여준다.

## 대중 매체
- 〈위기의 아이들, ADHD〉. 《SBS 스페셜》 (텔레비전). 제28 회. 2006년 2월 5일. SBS 시사교양본부 기획·제작.

## 같이 보기
- 분노조절장애(IED)
- 성인 ADHD